# کلرمونت، کوئینزلند
کلرمونت (به انگلیسی: Clermont) یک شهرک در استرالیا است که در Isaac Region واقع شده‌است.